# Sparasion metallicus
Sparasion metallicus är en stekelart som beskrevs av Kononova 1992. Sparasion metallicus ingår i släktet Sparasion och familjen Scelionidae. Inga underarter finns listade i Catalogue of Life.